# Mo (kana)
En l'escriptura japonesa, els caràcters も (hiragana) i モ (katakana) són dues mores que ocupen la 35a posició en el sistema modern d'ordenació alfabètica gojūon (五十音), entre め i や; i la 45a en el poema iroha, entre ひ i せ. En la taula de la dreta, que segueix l'ordre gojūon (per columnes, i de dreta a esquerra), も es troba a la setena columna (ま行, «columna MA») i la cinquena fila (お段, «fila O»). Una mora en fonologia és la unitat superior al segment i inferior a la síl·laba.
Tant も com モ provenen del kanji 毛.

## Romanització
Segons els sistemes de romanització Hepburn modificat, Kunrei-shiki i Nihon-shiki, も, モ es romanitzen com a «mo»

## Escriptura
|  | El caràcter も s'escriu amb tres traços: 1. Traç vertical de dalt a baix que acaba en una corba en forma d'U. El traç s'assembla al caràcter し. 2. Traç horitzontal que talla al primer traç. 3. Traç horitzontal per sota del segon, i que també talla al primer. |
|  | El caràcter モ s'escriu amb tres traços: 1. Traç horitzontal. 2. Traç horitzontal per sota del primer. 3. Traç en forma de L que comença en la part central del primer traç i talla al segon.                                                                       |

## Altres representacions
- Sistema Braille:[6]

| ●－ ●● |

- Alfabet fonètic: 「もみじのモ」 («la mo mo de momiji», on momiji és un auró japonés)
- Codi Morse: －・・－・